# Chetogena orientalis
Chetogena orientalis là một loài ruồi trong họ Tachinidae.